# Stan Bowles
Stanley „Stan“ Bowles (* 24. Dezember 1948 in Manchester; † 24. Februar 2024 ebenda) war ein englischer Fußballspieler. In den 1970er Jahren galt der Offensivspieler aufgrund seiner technischen Fertigkeiten und ausgeprägten Entertainer-Qualitäten als „Genie“ und maßgebliche Kraft hinter dem Höhenflug der Queens Park Rangers, der drei Jahre nach dem Aufstieg 1973 eine Vizemeisterschaft einbrachte. Dessen ungeachtet stand seine Zeit in der englischen A-Nationalmannschaft unter keinem guten Stern und so lief er zwischen 1973 und 1976 – als England gleich zwei Weltmeisterschaftsendrunden in Folge verpasste – nur fünfmal für die „Three Lions“ auf.

## Sportlicher Werdegang

### Vereinskarriere

#### Erste Stationen (1967–1972)
Wenig deutete in jungen Jahren darauf hin, dass der zweifelsfrei hochtalentierte Bowles einmal zu den besten englischen Fußballspielern der 1970er zählen sollte, als ihm bei seinem Heimatklub Manchester City der sportliche Durchbruch versagt blieb. Mit exzentrischem Verhalten und langen Aufenthalten im Nachtleben von Manchester brachte er schnell das damals bei den „Citizens“ erfolgreich aktive Trainerduo Joe Mercer und Malcolm Allison gegen sich auf. Im Spätsommer 1970 war deren Geduld endgültig aufgebraucht, vor allem nachdem es zwischen Bowles und Allison in einer nächtlichen Lokalität zu Handgreiflichkeiten gekommen war. Im Anschluss an eine Kurzleihe zu Beginn der Saison 1970/71 beim Drittligisten FC Bury ließ ihn der Klub nach lediglich 17 Ligaspielen innerhalb von drei Jahren ziehen.
Nächster Anlaufpunkt war das rund 45 Kilometer entfernte Städtchen Crewe, wo er fortan für den viertklassigen Klub Crewe Alexandra auflief. Bowles erkannte, dass sich seine Profikarriere an einer Weggabelung befand und so ergriff er seine Chance bei den von Trainer Ernie Tagg betreuten „Railwaymen“. Mit seinen technischen Fertigkeiten war er im Unterhaus des englischen Profifußballs fast mühelos der beste Spieler; dazu steuerte er als Mittelfeldakteur in 37 Ligaspielen überdurchschnittliche 13 Tore bei. Der vormaligen Probleme wurde er aber auch in Crewe nicht Herr und seiner Spielsucht versuchte der Arbeitgeber vorzubeugen, indem er das Gehalt ausschließlich seiner Ehefrau übermittelte. Nach insgesamt 51 Ligabegegnungen, 18 Treffern und der Erkenntnis, dass Bowles in der vierten Liga unterfordert war, wechselte er im September 1972 für 12.000 Pfund zum Zweitligisten Carlisle United, bei dem er mit Trainer Ian MacFarlane einen ehemaligen Angestellten von Manchester City traf, der sowohl die besonderen Fähigkeiten als auch die Besonderheiten außerhalb des Platzes von Bowles genau kannte.
Bei Carlisle United, das kurz zuvor mit dem vierten Platz nur knapp am Aufstieg ins Oberhaus gescheitert war, knüpfte Bowles nahtlos an die guten Leistungen an, schoss kurz nach seiner Ankunft bei einem 3:0-Sieg gegen Norwich City alle Tore, endete am Ende der Saison 1971/72 mit elf Ligatreffern und war damit gemeinsam mit Mittelstürmer Bobby Owen bester Torjäger des Klubs. Dass er im Nordwesten England nur unweit der schottischen Grenze auch nicht sein dauerhaftes Glück fand, lag dann zunächst daran, dass seine Vertrauensperson MacFarlane nach nur einem Jahr den Klub wieder verließ. Die Schwierigkeiten außerhalb des Platzes waren dazu nie dauerhaft überwunden und so kehrte er dem Verein nach sechs Pflichtspielen zu Beginn der Saison 1972/73 unter MacFarlane-Nachfolger Alan Ashman den Rücken. Für 112.000 Pfund wechselte er nach London zum Ligakonkurrenten Queens Park Rangers, wo er primär den zu Manchester City abgewanderten Rodney Marsh – wie Bowles damals als „Enfant terrible“ bekannt – ersetzen sollte.

#### Queens Park Rangers (1972–1979)
Sofort war „Stan the Man“ bei QPR ein Schlüsselspieler und die 40 Ligatore, die er und Don Givens in der Spielzeit 1972/73 ansammelten (davon entfielen 17 auf Bowles), waren ein wichtiger Faktor zum Gewinn der Vizemeisterschaft und Aufstieg in die First Division. Besonders effektiv war dazu das gute Zusammenspiel im Mittelfeld mit Gerry Francis, das die Basis für den anschließenden Sturm in die oberen Tabellenregionen der höchsten englischen Spielklasse war. Nach einem achten Rang in der Saison 1973/74, zu dem Bowles nicht weniger als 19 Ligatreffer beigesteuert hatte, und einem punktemäßig nur marginal schwächeren Resultat in der Saison 1974/75 griffen die „Super Hoops“ 1976 in den Kampf um die englische Meisterschaft ein. Obwohl sich der Verein nur knapp um einen Punkt im Titelrennen dem FC Liverpool geschlagen geben musste, war Bowles auf dem Höhepunkt seiner Leistungsfähigkeit und Beliebtheit angekommen und wird für die bis dato beste Saisonleistung des Klubs bis in die Gegenwart hinein erinnert. Neben den sportlichen Fertigkeiten, die er häufig publikumswirksam in direkten Einzelduellen mit einem Gegenspieler einzusetzen vermochte, waren es nun auch seine „Ecken und Kanten“ auf und außerhalb des Platzes, die ihm Sympathien einbrachten. Bezeichnend dafür ist die auf Pressephotos festgehaltene – und auch den Buchdeckel von Stan Bowles, the Autobiography schmückende – Szene während eines Spiels, die diese „Klublegende, Favorit der Buchmacher und König der Galopprennbahnen“ in Erwartung eines gegnerischen Eckballs am eigenen Torpfosten zeigt, wobei er seelenruhig in einer Zeitung für Pferdewetten blättert.
Mit Hilfe der Vizemeisterschaft konnte sich Bowles in der Saison 1976/77 im UEFA-Pokal erstmals auf europäischer Bühne präsentieren und auch diese Gelegenheit ließ er nicht ungenutzt. Bereits in der Frühphase des Wettbewerbs schoss er den Verein gegen das norwegische Brann Bergen mit jeweils drei Toren ebenso zu den beiden 4:0- und 7:0-Erfolgen wie in der zweiten Runde mit zwei Treffern zum beruhigenden 3:3-Hinspielremis bei Slovan Bratislava, das der Grundstein fürs Weiterkommen nach dem folgenden 5:2-Heimsieg war. Der Weg endete nach einem weiteren Sieg gegen den 1. FC Köln schließlich im Viertelfinale, als ein 3:0 im Hinspiel gegen den AEK Athen nicht reichte, da die Griechen das Resultat mit demselben Ergebnis neutralisierten und am Ende durch Elfmeterschießen weiterkamen. Dessen ungeachtet hatte Bowles mit elf Toren die Torjägerwertung im UEFA-Pokal für sich entschieden. Dazu war Bowles 1977 im englischen Ligapokal mit seiner Mannschaft nach Siegen gegen West Ham United und den FC Arsenal ins Semifinale eingezogen, in dem sich dann Aston Villa mittels Wiederholungsspiel durchgesetzt hatte.
Den guten Pokalergebnissen zum Trotz wurde nach der Vizemeisterschaft 1974 im Ligaalltag schnell ersichtlich, dass QPR den Zenit überschritten hatte und nun einen sportlichen Abwärtstrend durchlief. Dieser führte nach dem Absturz 1977 auf den vierzehnten Platz ein Jahr später zum viertletzten Rang, wofür auch Bowles mit gebremstem Offensivdrang und deutlich nur noch einstelliger Torausbeute Verantwortung trug. In der Saison 1978/79 ereilte den Klub dann das Abstiegsschicksal, wobei Bowles in 30 Ligaspielen nur einmal getroffen hatte. Bis Dezember 1979 blieb er seinem Klub auch in der zweiten Liga noch treu, bevor er sich für 250.000 Pfund dem amtierenden europäischen Landesmeister Nottingham Forest unter Trainer Brian Clough anschloss.

#### Karriereausklang (1979–1984)
Die berufliche Liaison zwischen Bowles und dem gleichsam exzentrischen Clough erwies sich schon bald als ausgewachsenes Missverständnis, was auch daran lag, dass Bowles auf der rechten Seite zum Einsatz kommen sollte, was diesem jedoch in der aktiven Laufbahn noch nie behagt hatte. Tiefpunkt der stetigen Streitpunkte zwischen den beiden war schließlich das Endspiel im Europapokal der Landesmeister, das Nottingham Forest als Titelverteidiger zum zweiten Mal in Folge erreicht hatte und an dem Bowles nicht teilnehmen wollte. So trennte man sich bereits im Sommer 1980 wieder und Bowles kehrt nach London zurück, um für den Zweitligisten FC Orient zu spielen.
Bei seinem neuen Klub schoss er zwar in 46 Ligaspielen sieben Tore, blieb aber nur gut ein Jahr dort, bevor es ihn 1981 in den Westen Londons zum Drittligisten FC Brentford verschlug. Dort ließ er in knapp drei Jahren seine aktive Profikarriere auslaufen und sorgte mit seinem Talent zeitweise noch einmal für Glanzpunkte in der Third Division. Im Alter von 35 Jahren beendete er dann 1984 die Laufbahn. Drei Jahre später organisierte sein alter Klub Queens Park Rangers zu seinen Ehren ein Benefizspiel gegen den FC Brentford, das zudem ein Duell mit Rodney Marsh war und als Kampf der beiden Nummer-10er beworben wurde (zentrale Mittelfeldstrategen einer Fußballmannschaft tragen häufig diese Nummer). Nicht unbedeutend war die Partie auch als Geldsammlungsaktion für Bowles selbst, den seine Laster auch nach Beendigung der aktiven Karriere verfolgten.

### Englische Nationalmannschaft
Bowles gab sein Debüt für die englische A-Nationalmannschaft am 3. April 1974 in einem Freundschaftsspiel gegen Portugal. Die Umstände der Partie waren recht undankbar, da sich die „Three Lions“ nicht für die WM-Endrunde 1974 in Deutschland qualifiziert hatten und der ehemalige Weltmeister-Trainer Alf Ramsey sich mit einer komplizierten Umbruchsphase konfrontiert sah. Ramsey setzte in dem Spiel gleich neun Akteure ein, die maximal auf eine Erfahrung von fünf Länderspielen verweisen konnten. Das Resultat war ein trostloses 0:0 und schon bald wurde Ramsey das Vertrauen entzogen. Bowles befand sich zu dem Zeitpunkt auf dem sportlichen Höhepunkt und gut einen Monat später schoss er beim 2:0-Sieg gegen Wales sein erstes Tor.
Die gewünschte Initialzündung blieb damit jedoch aus, vor allem, nachdem mit Don Revie ein dauerhafter Nachfolger für Ramsey gefunden worden war. Revie stand dem Individualisten Bowles – wie gleichsam extrovertierten Spielern wie Frank Worthington, Tony Currie und Alan Hudson – skeptisch gegenüber und ließ stattdessen Offensivspieler auflaufen, die in seinen Augen für größere Verlässlichkeit und Kameradschaft standen. Da sich diese Politik jedoch nicht auszahlte und England später auch die Qualifikation für die WM 1978 in Argentinien verpasste, war diese Haltung in den englischen Medien sehr umstritten. Nach einer groß angelegten Pressekampagne fand Bowles im November 1976 für ein entscheidendes Pflichtspiel in Italien zwischenzeitlich zurück in die Mannschaft, blieb bei der deutlichen 0:2-Niederlage aber als einzige Sturmspitze und ohne nennenswerte Unterstützung wirkungslos. Im Februar 1977 absolvierte Bowles sein fünftes und letztes Länderspiel für England. Es endete im heimischen Wembley-Stadion gegen Vizeweltmeister Niederlande mit einem weiteren 0:2 und Bowles fiel lediglich durch seine zwei verschiedenen Schuhe auf, die er mit Verweis auf die zwei Ausrüsterfirmen trug.